# Finales, principios
Finales, principios (título original en inglés: Endings, Beginnings) es una película de drama romántico de 2019, dirigida por Drake Doremus, a partir de un guion que escribió junto a Jardine Libaire. La película es semi-improvisada y se basa libremente en el guion. Está protagonizada por Shailene Woodley, Jamie Dornan y Sebastian Stan.
Tuvo su estreno mundial en el Festival Internacional de Cine de Toronto el 8 de septiembre de 2019. Fue estrenada el 17 de abril de 2020 por Samuel Goldwyn Films.

## Reparto
- Shailene Woodley como Daphne
- Jamie Dornan como Jack.
- Sebastián Stan como Frank
- Matthew Gray Gubler como Adrian
- Lindsay Sloane como Billie
- Ben Esler como Jed
- Shamier Anderson como Jonathan
- Noureen DeWulf como Noureen
- Wendie Malick como Sue
- Kyra Sedgwick como Ingrid
- Sherry Cola como Chris
- Jonathan Freeman como Graham
- Kai Lennox como Fred

## Producción
En octubre de 2018 se anunció que había comenzado la filmación del próximo proyecto cinematográfico de Drake Doremus, que coescribió con el autor Jardine Libaire en Los Ángeles. Shailene Woodley, Jamie Dornan, Sebastian Stan, Matthew Gray Gubler, Lindsay Sloane y Shamier Anderson fueron elegidos para protagonizar. En noviembre de 2018, Sherry Cola se unió al elenco de la película.

## Estreno
La película tuvo su estreno mundial en el Festival Internacional de Cine de Toronto el 8 de septiembre de 2019.  Poco después, Samuel Goldwyn Films adquirió los derechos de distribución de la película. Originalmente estaba programada para estrenarse en los cines el 1 de mayo de 2020. El 26 de marzo de 2020, la pandemia de COVID-19 hizo que la película se adelantara y se estrenara digitalmente el 17 de abril de 2020.